# جوناثان فورت
جوناثان فورت (بالإنجليزية: Jonathan Forte)‏ هو لاعب كرة قدم بريطاني، ولد في 25 يوليو 1986 في شفيلد في المملكة المتحدة. شارك مع منتخب إنجلترا تحت 16 سنة لكرة القدم ومنتخب إنجلترا تحت 17 سنة لكرة القدم ومنتخب إنجلترا تحت 18 سنة لكرة القدم ومنتخب باربادوس لكرة القدم. أما مع النوادي، فقد لعب مع أولدهام أثلتيك وبريستون نورث إيند وسكونثورب يونايتد وشيفيلد يونايتد ونادي دونكاستر روفرز ونادي روذرهام يونايتد ونادي ساوثهامبتون ونادي كرولي تاون ونوتس كاونتي.

## وصلات خارجية
- جوناثان فورت على موقع قاعدة بيانات كرة القدم.إي يو (الإنجليزية)
- جوناثان فورت على موقع ناشيونال فوتبول تيمز (الإنجليزية)
- جوناثان فورت على موقع Soccerbase.com (لاعب) (الإنجليزية)
- جوناثان فورت على موقع Soccerway.com (الإنجليزية)
- جوناثان فورت على موقع عالم كرة القدم.نت (الإنجليزية)
- جوناثان فورت على موقع AS.com (الإسبانية)